# دورنیه دو ۳۱۷
دورنیه دو ۳۱۷ (به انگلیسی: Dornier_Do_317) یک هواگرد از نوع بمب‌افکن سنگین ساخت شرکت دورنیه فلوکتسایک‌ورک در آلمان است. هواگرد دورنیه دو ۳۱۷ نخستین پروازش را در ۸ سپتامبر ۱۹۴۳ میلادی انجام داد. در مجموع، تعداد ۶ فروند از این هواگرد ساخته شده‌است.

## مشخصات دو ۳۱۷
مشخصات عمومی
- خدمه: ۴
- طول: ۱۶٫۸ متر (۵۵ فوت ۱ اینچ)
- طول بالها: ۲۰٫۶۳ متر (۶۷ فوت ۸ اینچ)
- ارتفاع: ۵٫۴۴ متر (۱۷ فوت ۱۰ اینچ)
- مساحت بال: ۶۸ متر مربع (۷۳۰ فوت مربع)
- وزن ناخالص: ۲۰۱۴۰ کیلوگرم (۴۴۴۰۱ پوند)
- نیروی محرکه: ۲ × دایملر-بنز DB 603A موتور پیستونی معکوس V-12 خنک کننده مایع، هر کدام ۱۳۰۰ کیلووات (۱۷۵۰ اسب بخار)

مشخصات فنی
- حداکثر سرعت: ۵۶۰ کیلومتر بر ساعت (۳۵۰ مایل در ساعت، ۳۰۰ کیلونیوتن) در ۶۰۰۰ متر (۱۹۶۸۵ فوت)
- سرعت کروز: ۴۲۰ کیلومتر در ساعت (۲۶۰ مایل در ساعت، ۲۳۰ کیلونیوتن)
- سرعت واماندگی: ۱۳۳ کیلومتر در ساعت (۸۳ مایل در ساعت، ۷۲ کیلونیون)
- برد: ۳۹۸۰ کیلومتر (۲۴۷۰ مایل، ۲۱۵۰ نانومیل)
- سقف پرواز: ۹۸۰۰ متر (۳۲۲۰۰ فوت)

تسلیحات
- اسلحه:

مسلسل MG ۱۳۱ ۳ × ۱۳ میلی متر (۰٫۵۱۲ اینچ) در موقعیت های برجک بالایی، پشتی و شکمی عقب
مسلسل ۲ × ۷٫۹۲ میلی متر (۰٫۳۱۲ اینچ) MG 81 در دماغه
۱ × ۱۵ میلی متر (۰٫۵۹۱ اینچ) توپ MG 151 در دماغه
- |بمب: تا ۴۰۰۰ کیلوگرم (۸۸۱۸ پوند)